# Iasne, Sînelnîkove
Iasne (în ucraineană Ясне) este un sat în comuna Lubeanka din raionul Sînelnîkove, regiunea Dnipropetrovsk, Ucraina.

## Demografie
Componența lingvistică a localității Iasne
     Ucraineană (94,56%)
     Rusă (1,36%)
     Belarusă (1,36%)
Conform recensământului din 2001, majoritatea populației localității Iasne era vorbitoare de ucraineană (94,56%), existând în minoritate și vorbitori de rusă (1,36%) și belarusă (1,36%).